# D.T.E

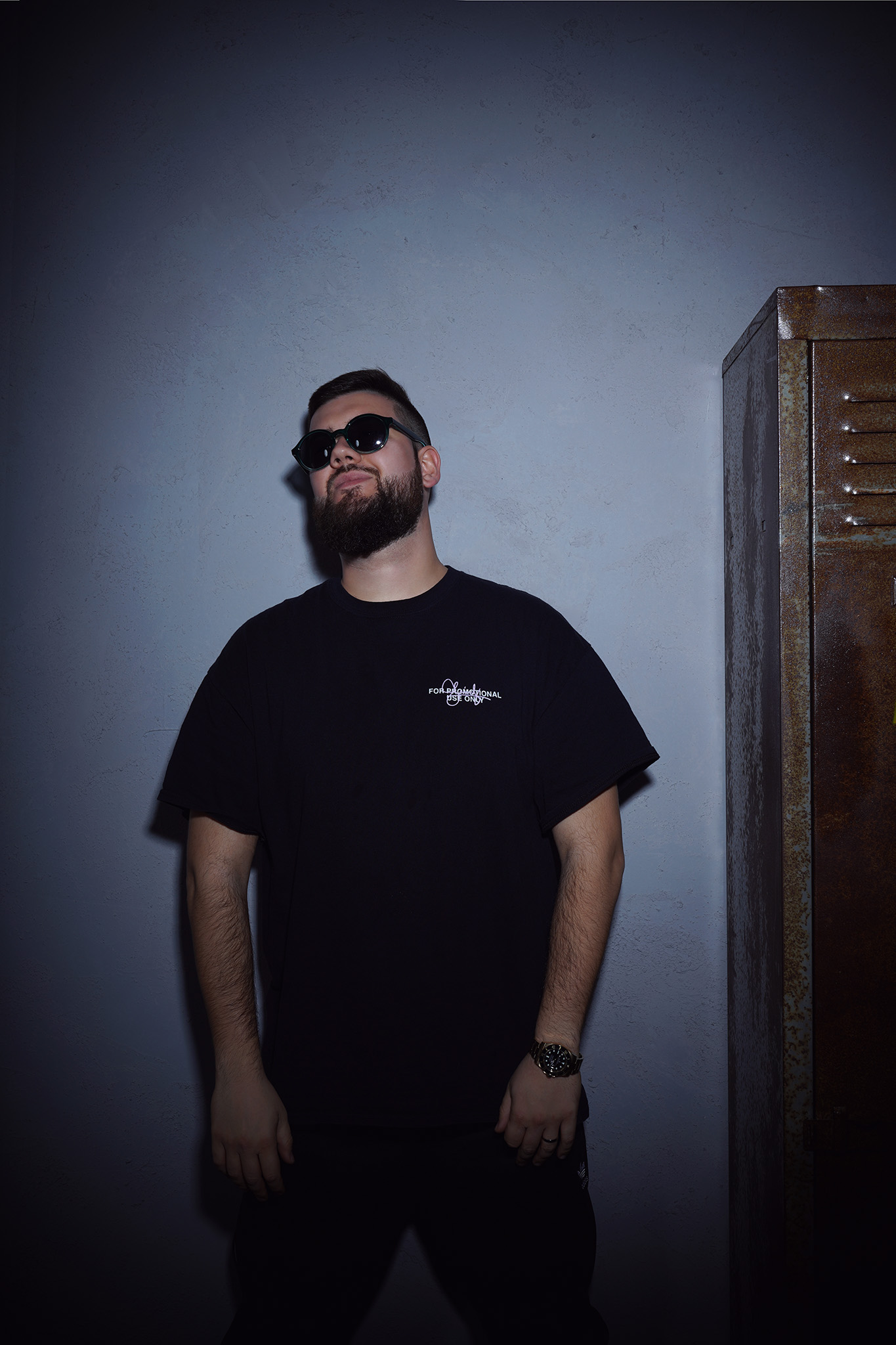
D.T.E (2022)

D.T.E (* 22. Juni 1992 in Duisburg; bürgerlich Dennis Timur Engels) ist ein deutscher DJ mit türkischen Wurzeln.

## Karriere
Gemeinsam mit Stani Djukanovic entstand die Idee für ein gemeinsames Musikprojekt. Dieses wurde gemeinsam mit Quarterhead gestartet. Als Debütsingle wurde „The Passenger (La La La)“ umgesetzt, gemeinsam mit LUM!X und Gabry Ponte. Die Coverversion des Iggy-Pop-Titels „The Passenger“ wurde über das Label Spinnin’ Records veröffentlicht und in mehreren Ländern mit einer Goldenen Schallplatte ausgezeichnet, in Polen und Österreich mit einer Platin-Schallplatte.
Die erste Solo-Single „Dizzy (1, 2, 3)“ erschien im November 2021.

## Diskografie

### Singles
| Jahr | Titel Album              | Höchstplatzierung, Gesamtwochen, AuszeichnungChartplatzierungen (Jahr, Titel, Album, Platzierungen, Wochen, Auszeichnungen, Anmerkungen) | Höchstplatzierung, Gesamtwochen, AuszeichnungChartplatzierungen (Jahr, Titel, Album, Platzierungen, Wochen, Auszeichnungen, Anmerkungen) | Höchstplatzierung, Gesamtwochen, AuszeichnungChartplatzierungen (Jahr, Titel, Album, Platzierungen, Wochen, Auszeichnungen, Anmerkungen) | Anmerkungen                                                                                |
| Jahr | Titel Album              | DE | AT | PL | Anmerkungen                                                                                |
| ---- | ------------------------ | --- | --- | --- | ------------------------------------------------------------------------------------------ |
| 2020 | The Passenger (LaLaLa) – | DE58 Gold · (20 Wo.)DE | AT47 Platin · (17 Wo.)AT | PL7 Platin · (29 Wo.)PL | Erstveröffentlichung: 17. Januar 2020 Verkäufe: + 235.000; mit LUM!X, Mokaby & Gabry Ponte |

Weitere Singles
- 2020: Damn Damn (feat. le Shuuk)
- 2021: More Than I Can Say (feat. Gamper & Dadoni)
- 2021: Dizzy (1, 2, 3)
- 2022: Wanna Give You Love
- 2022: It’s A Hard Knock Life
- 2022: It’s A Hard Knock Life (Prezioso Remix)
- 2022: Don’t Play By The Rules (feat. Prezioso)
- 2022: Pride (In The Name Of Love)
- 2023: Love Me Like You Do
- 2023: Mama
- 2023: Pride (In The Name Of Love) (Averro Remix)
- 2023: Paradise
- 2023: Lullaby
- 2024: Alle haben Bock (feat. Zombic & PaSt)
- 2024: Lost My Ground (feat. Averro & Ayda Rastgoo)
- 2024: Seven Nation Army (feat. Lizot & PaSt)
- 2024: Hollywood Hills (2024) (feat. KLEPTO & Juli@)
- 2024: Fine Day (feat. Valexus & PaSt)
- 2024: Rave On The Edge (feat. DJ Gollum & Zombic)

## Belege
1. ↑  Lum!x, MOKABY, D.T.E & Gabry Ponte – Passenger (Lalala) – Single – Gold, auf ifpi.at
2. ↑  Dance-charts Top 100 vom 21. Februar 2020, auf dance-charts.de
3. ↑  https://www.edmsauce.com/2020/01/20/lumx-mokaby-d-t-e-and-gabry-ponte-present-the-passenger-lalala/
4. ↑  Chartquellen: DE AT
5. ↑  Auszeichnungen für Musikverkäufe: DE PL
6. ↑  http://bestsellery.zpav.pl/airplays/top/archiwum.php?year=2020&idlisty=3390
7. ↑  http://bestsellery.zpav.pl/airplays/top/archiwum.php?year=2020&idlisty=3512

| Personendaten    | Personendaten                          |
| ---------------- | -------------------------------------- |
| NAME             | D.T.E                                  |
| ALTERNATIVNAMEN  | Engels, Dennis Timur (wirklicher Name) |
| KURZBESCHREIBUNG | deutscher DJ                           |
| GEBURTSDATUM     | 22. Juni 1992                          |
| GEBURTSORT       | Duisburg                               |